# مسجد هولهوماليه
مسجد هولهوماليه هو مسجد يقع في منطقة هولهوماليه التابعة اداريا لمدينة ماليه عاصمة جزر المالديف، بني المسجد من طابق واحد، وهو أيضا مبني بشكل دائري، لمسجد هولهوماليه قبة واحدة ومئذنة واحدة، مايميز مسجد هولهوماليه عن بقية مساجد جزر المالديف هو أن قبة المسجد قبة ذهبية كما أن مئذنة المسجد يعلوها قبة ذهبية صغيرة .

## وصلات خارجية
- موقع مسجد هولهوماليه على الخريطة
- صورة مسجد هولهوماليه